# Tvillinggölarna (Ljungs socken, Östergötland, 650019-148057)
Tvillinggölarna är en sjö i Linköpings kommun i Östergötland och ingår i Motala ströms huvudavrinningsområde.